# おばあちゃんの思い出
- ドラえもん > 短編漫画（一覧） > おばあちゃんのおもいで
- ドラえもん > 映画 > 原作短編 > おばあちゃんの思い出

「おばあちゃんの思い出」は、漫画『ドラえもん』の短編エピソードのひとつ（1970年発表）。漫画を原作としてテレビアニメが5つ、アニメ映画が2つ作られている（『ドラえもん』で最も多くリメイクされたアニメ）。漫画の単行本、テレビアニメでは「おばあちゃんのおもいで」と平仮名のみで表記されることが多い。

## 漫画
「おばあちゃん」
1970年10月発売の『小学三年生』11月号にて藤子不二雄名義で発表された。藤本弘による単独執筆作。エピソード名は「おばあちゃん」。全16頁。全114コマ。小学3年生（9歳）ののび太が、「ぼくが三つくらいの時代へ行こう」「つまり、六年前のぼくの家へ」という台詞とともにタイムマシンで出発し、生きている頃のおばあちゃんに会う物語。
「おばあちゃんのおもいで」
1974年10月発売のてんとう虫コミックス第4巻に収録された際に、エピソード名が「おばあちゃんのおもいで」に変更された。「つまり、六年前のぼくの家へ」という台詞は、1984年9月5日発行の46刷の時点では「それ、出発だ!」に変更されている（連載漫画においては現在ののび太の年齢は3歳から12歳までの幅があるが、単行本では現在の年齢が限定される描写をなるべくぼかす改変が行われたため）。
17頁版「おばあちゃんの思い出」または「おばあちゃんのおもいで」
1981年4月発売の『藤子不二雄自選集 ドラえもん SFの世界1』に収録された際に加筆・修正が行われ、全17頁、全119コマの作品となった。エピソード名は「おばあちゃんの思い出」。
1984年発売の藤子不二雄ランド5巻には17頁版が収録された。エピソード名は「おばあちゃんの思い出」。
2009年発売の藤子・F・不二雄大全集1巻には17頁版が収録されたが、台詞は初出時に準じたものになっている。エピソード名は「おばあちゃんのおもいで」。
Kindle Edition「Memories of Grandma」
2013年に北米で発売された電子書籍『Doraemon』 Kindle Edition 4巻に収録された際に、デジタル彩色技術により全頁がフルカラーで着色された。全17頁。
デジタルカラー版「おばあちゃんのおもいで」
2015年に日本で発売された『ドラえもん』デジタルカラー版4巻は上記電子書籍の日本語版である。台詞は大全集と同様（初出時に準じたもの）。

### 台詞の変更
漫画の台詞の変更（初出と単行本の種類による台詞の違い）について記す。
凡例
- 初出 - 1970年10月発売の雑誌『小学三年生』11月号での台詞。ここでは藤子・F・不二雄大全集1巻での台詞を記す[3]。
- てん - てんとう虫コミックス4巻での台詞を記す[4]。
- 自選 - 1981年発行の藤子不二雄自選集での台詞を記す。記載がない場合は同上。
- 自選2 - 1998年3月20日発行『藤子・F・不二雄自選集ドラえもん 上』での台詞を記す。記載がない場合は同上。

6頁目
- 初出 - つまり、六年前のぼくの家へ。
- てん - それ、出発だ!

7頁目
- 初出 - わあい、六年前の庭だ。なつかしいなあ。
- てん - わあ、なつかしい。うちの庭だ。
- 自選 - わあい、むかしの庭だ。なつかしいなあ。

9頁目
- 初出 - あと六年たつと、小じわだらけになるけどね。
- てん - でも、やがて小じわだらけになるけどね。

10頁目
- 初出 - 六年後のぼくだってこと、わからないのかな。
- てん - ぼくだってこと、わからないのかな。

13頁目
- 初出 - いや、そうじゃなくて……、六年後のぼく……、「タイムマシン」で…。
- てん - いや、そうじゃなくて………。ぼく……。タイムマシンで…。
- 自選 - いや、そうじゃなくて………。七年後のぼく……。タイムマシンで…。
- 自選2 - いや、そうじゃなくて……、七年後のぼく……、タイムマシンで…。

### ひみつ道具
登場するドラえもんの道具は「タイムマシン」のみである。

## テレビアニメ
漫画を原作としたテレビアニメが5つ作られている。放送年、エピソード名等は以下の通り。それぞれの内容には細かな差異がある。

### 1973年「のび太のおばあちゃんの巻」
6月10日に放送。テレビアニメ第1作、第11回Bパート（第22話）。

### 1979年「おばあちゃんのおもいで」
7月15日に放送。テレビアニメ第2作第1期。3話で構成される30分番組のうち、2話分を使った前後編で放送。この作品だけ唯一おばあちゃんがメガネをかけている。DVD『TV版ドラえもん 5巻』『ドラえもん みんなが選んだ心に残るお話30「おばあちゃんのおもいで」編』に収録。

### 1986年「おばあちゃん大好き」
1月3日に放送。テレビアニメ第2作第1期のスペシャル番組「86 お正月だよ! ドラえもん」中の1話。漫画のあらすじが最も忠実に再現されている。DVD『ドラえもんコレクションスペシャル特大号 冬の5』『ドラえもん みんなが選んだ心に残るお話30「おばあちゃんのおもいで」編』に収録。

### 2006年「あの名作をもう一度… おばあちゃんの思い出」
6月30日に放送。テレビアニメ第2作第2期のスペシャル番組「ドラえもん！キャンディーなめてジーンと感動するおばあちゃんスペシャル」の中の1話。おばあちゃんが町中を探し回る対象が「くまちゃんのぬいぐるみの取れた目のパーツ」に置き換えられている（原作漫画や他のアニメでは全て「花火」）。DVD『ドラえもん みんなが選んだ心に残るお話30「おばあちゃんのおもいで」編』に収録。

### 2011年「おばあちゃんのおもいで」
6月24日に放送。テレビアニメ第2作第2期。2000年のアニメ映画と同様に、くまのぬいぐるみを動物（今作ではカラス）に奪われ、のび太が取り戻す場面が追加されている。

## アニメ映画『おばあちゃんの思い出』
2000年3月11日に、劇場用アニメ映画『おばあちゃんの思い出』として公開された。同時上映の長編作品は『ドラえもん のび太の太陽王伝説』。
2000年度第55回毎日映画コンクールアニメーション映画賞受賞作品。

### あらすじ
のび太は、幼いころのお気に入りだったくまのぬいぐるみ（以下、くまちゃん）がゴミ捨て場に出されているのをたまたま見つける。つぎはぎだらけのうえにボロボロのくまちゃんを持ち帰ったのび太は、幼稚園児のときに死別したおばあちゃんがぬいぐるみを繕ってくれたことを懐かしむ。
くまちゃんを手に部屋でドラえもんにおばあちゃんとの思い出を話すのび太は、タイムマシンを使えばおばあちゃんに会えると思いつく。しかし、ドラえもんは「未来から来たのび太だなんて、きっとどう言ってもわかってもらえない」と良い顔をしない。
それでも会いたいのび太は、「姿を見るだけ」とドラえもんに約束して2人で8年前を訪れるが、そこでは幼いのび太が秋も終わる時期だというのにおばあちゃんに花火をねだるというわがままを言い、困らせていた。その様子を見たのび太は、「僕はわがままばっかり言ってた」と自責の念にかられ、最終的におばあちゃんと対面して言葉を交わすことになる。
「せめてあの子が小学生になるまで生きていられたら…」というおばあちゃんの言葉を聞いたのび太は、意を決して黒いランドセルを背負い、「5年生になったのび太です！」と名乗って正体を明かす。ドラえもんの予想に反し、おばあちゃんは疑うことなく8年後ののび太を受け入れる。のび太は優しく懐かしいおばあちゃんのひざ元にすがり付き、感極まって号泣し、「わがままばっかり言ってごめんね」と酷い事したことを謝っても「のびちゃんは悪くないよ」と優しく諭してあげ、別れた後、小さい頃ののび太になりたかったものが何かを聞かれた際、「のびちゃんのおばあちゃんになれたことよ」と話した。

### 作画の特色
「窓が木製」「台所のドアが、小さいガラス1つ付いたもの」「台所がシステムキッチンではない」などにより、家が改築前であることが示されている。テレビはダイヤル式のものが描かれている。

### 声の出演
- ドラえもん - 大山のぶ代
- のび太 - 小原乃梨子
- しずか - 野村道子
- スネ夫 - 肝付兼太
- ジャイアン - たてかべ和也
- 玉子 - 千々松幸子
- のび太の祖母 - 高村章子
- 幼い頃ののび太 - 大本眞基子
- 幼い頃のしずか - 佐久間レイ
- 幼い頃のスネ夫 - 関智一
- 幼い頃のジャイアン - くじら

### スタッフ
- 原作 - 藤子・F・不二雄
- 監督・作画監督 - 渡辺歩
- 脚本 - 藤本信行
- 美術監督 - 明石聖子
- 撮影監督 - 熊谷正弘
- 録音監督 - 浦上靖夫
- 音楽 - 菊池俊輔
- 効果 - 横山正和
- 編集 - 岡安肇
- 動画チェック - 原佳寿美
- 動画チェック補佐 - 松田章子
- 色彩設計 - 吉岡美由紀
- 原画 - 尾鷲英俊、釘宮洋、矢澤範雄、鈴木大司、金子志津枝、小山知洋、鈴木満
- 動画 - 角田恵子、新井佐紀子、松浦仁美、麦沢篤、森田修輔、門田明代、森下智美、山岸昌也、江部賢、石川麻実、桂仁志、萩尾圭太、速水広一、大梶博之、川崎美穂、坂井寛幸
- 仕上 - 岩切当志子、森沢千代美、土屋裕美、谷島香、吉田美夜子、小川茂美、田島隆子、西脇好美、米井ふじの、中野かおる、小原よし子、堀奈緒、宇井俊恵、高木小百合
- 特殊効果 - 橋爪朋二
- リスマスク - マキ・プロ
- タイトル - 道川昭
- 背景 - 中村隆、柚山卓也、岡部眞由美、森尾麻紀、本多美紀、池田玲子、新井由華、越腰滝美
- 撮影 - 山田廣明、倉田佳美、木次美則、鈴木浩司、野村達哉
- 編集 - 小島俊彦、中葉由美子、村井秀明、川崎晃洋、三宅圭貴
- 録音スタジオ - APUスタジオ
- ミキサー - 内山敬章
- アシスタントミキサー - 田口信孝
- 音響演出アシスタント - 井澤基
- 音響制作デスク - 加藤知美、山口さやか
- 音響制作 - オーディオプランニングユー
- 技術協力 - 森幹生
- 現像 - 東京現像所
- 制作担当 - 松土隆二
- 制作デスク - 別紙直樹、武井健
- プロデューサー - 増子相二郎、市川芳彦、木村純一、高橋由佳、山川秀樹
- 制作協力 - 藤子プロ、ASATSU-DK
- 制作 - シンエイ動画、小学館、テレビ朝日

### DVD
- 映画 おばあちゃんの思い出/21エモン 宇宙いけ! 裸足のプリンセス/ザ・ドラえもんズ ドキドキ機関車大爆走!(2011年7月20日)

### テレビ放映
テレ朝チャンネル1
- 2013年12月7日
- 2014年3月1日 13:30 - 14:00
- 2015年8月2日 9:30 - 10:00
- 2015年9月19日 5:30 - 6:00
- 2015年9月27日 13:30 - 14:00
- 2015年10月10日 15:20 - 15:50
- 2015年10月17日 14:00 - 14:30
- 2019年12月30日 18:10 - 18:40

### 書籍
本作をコマ漫画形式に再編集したフィルムコミック。映画の内容が一言一句忠実に再現されているわけではない。
- てんとう虫コミックスアニメ版/映画ドラえもんおばあちゃんの思い出-109ページ(2000年8月発行、小学館、ISBN 978-4091490667）
- てんとう虫コミックスアニメ版/のび太の結婚前夜/おばあちゃんの思い出新装完全版-229ページ（2004年11月25日発行、小学館、ISBN 978-4091498717）

### 主題歌
「ハグしよう」
作詞・作曲：タケカワユキヒデ / 編曲：That's on Noise、ミッキー吉野 / 歌 - タケカワユキヒデ and T'sカンパニー
タケカワと共にゴダイゴで活動したミッキー吉野が、編曲と演奏で参加している。

### 挿入曲
「おばあちゃんの思い出（組曲）」
ドラえもん Sound Track History～菊池俊輔音楽集～（2枚組） -1枚目の23曲目に収録

### 評価
俳優の溝端淳平やミュージシャンのha-jは、『ドラえもん』の泣ける作品として本エピソードを挙げている。また、中国の映画評価サイト「豆瓣電影」ではアニメ映画『千と千尋の神隠し』を上回る評価を獲得しているという。

### その他
花火を買えなかったため幼いのび太に追いやられたおばあちゃんが腰かける公園の遊具（コンクリート製のバス）と同一の物が、大谷田南公園（東京都足立区中川4丁目42番1号）に存在する。
幼少期のスネ夫を演じた関智一は、2005年のアニメリニューアルに伴い開催されたオーディションを突破し、スネ夫役に抜擢された。この際に、役作りの一環でスネ夫についてさらに研究し、新しい声を開発したと関は語っている。

## アニメ映画（2020年）
2020年に、劇場用3DCGアニメ映画『STAND BY ME ドラえもん 2』（11月20日公開）内のエピソードのひとつとして映画化された。

## 他話とのつながり
1977年の漫画「パパもあまえんぼ」では、酒に酔って夜遅く帰宅して寝込んでしまったのび助を叱ってもらおうと、のび太とドラえもんがのび助をタイムマシンで過去に連れて行きおばあちゃん（のび助の実の母）に引き合わせる。おばあちゃんは「こないだきた十年後ののびちゃんね」とのび太のことを憶えていた（「十年」は生まれてからの年数だと考えられる）。